# Вильнёв-Эсклапон, Жан
Жан де Вильнёв-Эсклапо́н, граф (фр. Jean de Villeneuve-Esclapon; 18 января 1860, Экс-ан-Прованс — 24 ноября 1943, Ницца) — французский шахматист и шахматный композитор.
Потомок старинного дворянского рода, известного с XIII века. Начал играть в шахматы лишь в возрасте 40 лет (около 1900 года), часто посещал знаменитое парижское шахматное «Кафе де ля Режанс». Стал сильным практическим шахматистом, но одновременно увлёкся этюдной композицией. Участвовал в основании и деятельности «Дружеского союза любителей де ла Режанс» (фр. Union Amicale des Amateurs de la Régence), с 1906 по 1909 год редактировал его печатный орган «Французские шахматы» (фр. L'échiquier français). В 1920-е годы Вильнёв-Эсклапон часто участвовал в организационных комитетах различных французских чемпионатов. Один из основателей Французской шахматной федерации (FFE).
Составил около 300 этюдов, многие из которых заняли высокие места на шахматных конкурсах.

## Избранные этюды
|   | a | b | c | d | e | f | g | h |   |
| - | --- | --- | --- | --- | --- | --- | --- | --- | - |
| 8 | a7 чёрный король · g7 белый слон · h7 чёрная ладья · h6 белая пешка · d4 чёрный конь · g4 белый король · b2 чёрный слон | a7 чёрный король · g7 белый слон · h7 чёрная ладья · h6 белая пешка · d4 чёрный конь · g4 белый король · b2 чёрный слон | a7 чёрный король · g7 белый слон · h7 чёрная ладья · h6 белая пешка · d4 чёрный конь · g4 белый король · b2 чёрный слон | a7 чёрный король · g7 белый слон · h7 чёрная ладья · h6 белая пешка · d4 чёрный конь · g4 белый король · b2 чёрный слон | a7 чёрный король · g7 белый слон · h7 чёрная ладья · h6 белая пешка · d4 чёрный конь · g4 белый король · b2 чёрный слон | a7 чёрный король · g7 белый слон · h7 чёрная ладья · h6 белая пешка · d4 чёрный конь · g4 белый король · b2 чёрный слон | a7 чёрный король · g7 белый слон · h7 чёрная ладья · h6 белая пешка · d4 чёрный конь · g4 белый король · b2 чёрный слон | a7 чёрный король · g7 белый слон · h7 чёрная ладья · h6 белая пешка · d4 чёрный конь · g4 белый король · b2 чёрный слон | 8 |
| 7 | a7 чёрный король · g7 белый слон · h7 чёрная ладья · h6 белая пешка · d4 чёрный конь · g4 белый король · b2 чёрный слон | a7 чёрный король · g7 белый слон · h7 чёрная ладья · h6 белая пешка · d4 чёрный конь · g4 белый король · b2 чёрный слон | a7 чёрный король · g7 белый слон · h7 чёрная ладья · h6 белая пешка · d4 чёрный конь · g4 белый король · b2 чёрный слон | a7 чёрный король · g7 белый слон · h7 чёрная ладья · h6 белая пешка · d4 чёрный конь · g4 белый король · b2 чёрный слон | a7 чёрный король · g7 белый слон · h7 чёрная ладья · h6 белая пешка · d4 чёрный конь · g4 белый король · b2 чёрный слон | a7 чёрный король · g7 белый слон · h7 чёрная ладья · h6 белая пешка · d4 чёрный конь · g4 белый король · b2 чёрный слон | a7 чёрный король · g7 белый слон · h7 чёрная ладья · h6 белая пешка · d4 чёрный конь · g4 белый король · b2 чёрный слон | a7 чёрный король · g7 белый слон · h7 чёрная ладья · h6 белая пешка · d4 чёрный конь · g4 белый король · b2 чёрный слон | 7 |
| 6 | a7 чёрный король · g7 белый слон · h7 чёрная ладья · h6 белая пешка · d4 чёрный конь · g4 белый король · b2 чёрный слон | a7 чёрный король · g7 белый слон · h7 чёрная ладья · h6 белая пешка · d4 чёрный конь · g4 белый король · b2 чёрный слон | a7 чёрный король · g7 белый слон · h7 чёрная ладья · h6 белая пешка · d4 чёрный конь · g4 белый король · b2 чёрный слон | a7 чёрный король · g7 белый слон · h7 чёрная ладья · h6 белая пешка · d4 чёрный конь · g4 белый король · b2 чёрный слон | a7 чёрный король · g7 белый слон · h7 чёрная ладья · h6 белая пешка · d4 чёрный конь · g4 белый король · b2 чёрный слон | a7 чёрный король · g7 белый слон · h7 чёрная ладья · h6 белая пешка · d4 чёрный конь · g4 белый король · b2 чёрный слон | a7 чёрный король · g7 белый слон · h7 чёрная ладья · h6 белая пешка · d4 чёрный конь · g4 белый король · b2 чёрный слон | a7 чёрный король · g7 белый слон · h7 чёрная ладья · h6 белая пешка · d4 чёрный конь · g4 белый король · b2 чёрный слон | 6 |
| 5 | a7 чёрный король · g7 белый слон · h7 чёрная ладья · h6 белая пешка · d4 чёрный конь · g4 белый король · b2 чёрный слон | a7 чёрный король · g7 белый слон · h7 чёрная ладья · h6 белая пешка · d4 чёрный конь · g4 белый король · b2 чёрный слон | a7 чёрный король · g7 белый слон · h7 чёрная ладья · h6 белая пешка · d4 чёрный конь · g4 белый король · b2 чёрный слон | a7 чёрный король · g7 белый слон · h7 чёрная ладья · h6 белая пешка · d4 чёрный конь · g4 белый король · b2 чёрный слон | a7 чёрный король · g7 белый слон · h7 чёрная ладья · h6 белая пешка · d4 чёрный конь · g4 белый король · b2 чёрный слон | a7 чёрный король · g7 белый слон · h7 чёрная ладья · h6 белая пешка · d4 чёрный конь · g4 белый король · b2 чёрный слон | a7 чёрный король · g7 белый слон · h7 чёрная ладья · h6 белая пешка · d4 чёрный конь · g4 белый король · b2 чёрный слон | a7 чёрный король · g7 белый слон · h7 чёрная ладья · h6 белая пешка · d4 чёрный конь · g4 белый король · b2 чёрный слон | 5 |
| 4 | a7 чёрный король · g7 белый слон · h7 чёрная ладья · h6 белая пешка · d4 чёрный конь · g4 белый король · b2 чёрный слон | a7 чёрный король · g7 белый слон · h7 чёрная ладья · h6 белая пешка · d4 чёрный конь · g4 белый король · b2 чёрный слон | a7 чёрный король · g7 белый слон · h7 чёрная ладья · h6 белая пешка · d4 чёрный конь · g4 белый король · b2 чёрный слон | a7 чёрный король · g7 белый слон · h7 чёрная ладья · h6 белая пешка · d4 чёрный конь · g4 белый король · b2 чёрный слон | a7 чёрный король · g7 белый слон · h7 чёрная ладья · h6 белая пешка · d4 чёрный конь · g4 белый король · b2 чёрный слон | a7 чёрный король · g7 белый слон · h7 чёрная ладья · h6 белая пешка · d4 чёрный конь · g4 белый король · b2 чёрный слон | a7 чёрный король · g7 белый слон · h7 чёрная ладья · h6 белая пешка · d4 чёрный конь · g4 белый король · b2 чёрный слон | a7 чёрный король · g7 белый слон · h7 чёрная ладья · h6 белая пешка · d4 чёрный конь · g4 белый король · b2 чёрный слон | 4 |
| 3 | a7 чёрный король · g7 белый слон · h7 чёрная ладья · h6 белая пешка · d4 чёрный конь · g4 белый король · b2 чёрный слон | a7 чёрный король · g7 белый слон · h7 чёрная ладья · h6 белая пешка · d4 чёрный конь · g4 белый король · b2 чёрный слон | a7 чёрный король · g7 белый слон · h7 чёрная ладья · h6 белая пешка · d4 чёрный конь · g4 белый король · b2 чёрный слон | a7 чёрный король · g7 белый слон · h7 чёрная ладья · h6 белая пешка · d4 чёрный конь · g4 белый король · b2 чёрный слон | a7 чёрный король · g7 белый слон · h7 чёрная ладья · h6 белая пешка · d4 чёрный конь · g4 белый король · b2 чёрный слон | a7 чёрный король · g7 белый слон · h7 чёрная ладья · h6 белая пешка · d4 чёрный конь · g4 белый король · b2 чёрный слон | a7 чёрный король · g7 белый слон · h7 чёрная ладья · h6 белая пешка · d4 чёрный конь · g4 белый король · b2 чёрный слон | a7 чёрный король · g7 белый слон · h7 чёрная ладья · h6 белая пешка · d4 чёрный конь · g4 белый король · b2 чёрный слон | 3 |
| 2 | a7 чёрный король · g7 белый слон · h7 чёрная ладья · h6 белая пешка · d4 чёрный конь · g4 белый король · b2 чёрный слон | a7 чёрный король · g7 белый слон · h7 чёрная ладья · h6 белая пешка · d4 чёрный конь · g4 белый король · b2 чёрный слон | a7 чёрный король · g7 белый слон · h7 чёрная ладья · h6 белая пешка · d4 чёрный конь · g4 белый король · b2 чёрный слон | a7 чёрный король · g7 белый слон · h7 чёрная ладья · h6 белая пешка · d4 чёрный конь · g4 белый король · b2 чёрный слон | a7 чёрный король · g7 белый слон · h7 чёрная ладья · h6 белая пешка · d4 чёрный конь · g4 белый король · b2 чёрный слон | a7 чёрный король · g7 белый слон · h7 чёрная ладья · h6 белая пешка · d4 чёрный конь · g4 белый король · b2 чёрный слон | a7 чёрный король · g7 белый слон · h7 чёрная ладья · h6 белая пешка · d4 чёрный конь · g4 белый король · b2 чёрный слон | a7 чёрный король · g7 белый слон · h7 чёрная ладья · h6 белая пешка · d4 чёрный конь · g4 белый король · b2 чёрный слон | 2 |
| 1 | a7 чёрный король · g7 белый слон · h7 чёрная ладья · h6 белая пешка · d4 чёрный конь · g4 белый король · b2 чёрный слон | a7 чёрный король · g7 белый слон · h7 чёрная ладья · h6 белая пешка · d4 чёрный конь · g4 белый король · b2 чёрный слон | a7 чёрный король · g7 белый слон · h7 чёрная ладья · h6 белая пешка · d4 чёрный конь · g4 белый король · b2 чёрный слон | a7 чёрный король · g7 белый слон · h7 чёрная ладья · h6 белая пешка · d4 чёрный конь · g4 белый король · b2 чёрный слон | a7 чёрный король · g7 белый слон · h7 чёрная ладья · h6 белая пешка · d4 чёрный конь · g4 белый король · b2 чёрный слон | a7 чёрный король · g7 белый слон · h7 чёрная ладья · h6 белая пешка · d4 чёрный конь · g4 белый король · b2 чёрный слон | a7 чёрный король · g7 белый слон · h7 чёрная ладья · h6 белая пешка · d4 чёрный конь · g4 белый король · b2 чёрный слон | a7 чёрный король · g7 белый слон · h7 чёрная ладья · h6 белая пешка · d4 чёрный конь · g4 белый король · b2 чёрный слон | 1 |
|   | a | b | c | d | e | f | g | h |   |

Решение.

1. Крh5! (проигрывает 1. Крg5? Кe6+ и 2…Л:g7) Кf5

2. С:b2 Л:h6+

3. Крg5! Лh2!

4. Сe5! Лf2

5. Сf4 Кd4!

6. Сe3 Лf5+

7. Крg4 Лd5

8. Крf4! Крb6

9. Крe4 Крc5

10. Крd3!

Гротескная позиция: чёрные, имея лишнюю ладью, не могут усилить свою позицию. Этюд вызвал множество подражаний. «Гениальнейшее произведение мировой этюдной литературы».
В авторской редакции этюда был обнаружен дефект (нерешаемость в одном из вариантов), поэтому этюд сейчас принято публиковать в позиции, которая в оригинале возникает после 2-го хода чёрных.
|   | a | b | c | d | e | f | g | h |   |
| - | --- | --- | --- | --- | --- | --- | --- | --- | - |
| 8 | e8 чёрный конь · c7 чёрный слон · a6 белый конь · h6 белая пешка · d5 белый король · h4 белый слон · a3 чёрная пешка · b3 чёрный король | e8 чёрный конь · c7 чёрный слон · a6 белый конь · h6 белая пешка · d5 белый король · h4 белый слон · a3 чёрная пешка · b3 чёрный король | e8 чёрный конь · c7 чёрный слон · a6 белый конь · h6 белая пешка · d5 белый король · h4 белый слон · a3 чёрная пешка · b3 чёрный король | e8 чёрный конь · c7 чёрный слон · a6 белый конь · h6 белая пешка · d5 белый король · h4 белый слон · a3 чёрная пешка · b3 чёрный король | e8 чёрный конь · c7 чёрный слон · a6 белый конь · h6 белая пешка · d5 белый король · h4 белый слон · a3 чёрная пешка · b3 чёрный король | e8 чёрный конь · c7 чёрный слон · a6 белый конь · h6 белая пешка · d5 белый король · h4 белый слон · a3 чёрная пешка · b3 чёрный король | e8 чёрный конь · c7 чёрный слон · a6 белый конь · h6 белая пешка · d5 белый король · h4 белый слон · a3 чёрная пешка · b3 чёрный король | e8 чёрный конь · c7 чёрный слон · a6 белый конь · h6 белая пешка · d5 белый король · h4 белый слон · a3 чёрная пешка · b3 чёрный король | 8 |
| 7 | e8 чёрный конь · c7 чёрный слон · a6 белый конь · h6 белая пешка · d5 белый король · h4 белый слон · a3 чёрная пешка · b3 чёрный король | e8 чёрный конь · c7 чёрный слон · a6 белый конь · h6 белая пешка · d5 белый король · h4 белый слон · a3 чёрная пешка · b3 чёрный король | e8 чёрный конь · c7 чёрный слон · a6 белый конь · h6 белая пешка · d5 белый король · h4 белый слон · a3 чёрная пешка · b3 чёрный король | e8 чёрный конь · c7 чёрный слон · a6 белый конь · h6 белая пешка · d5 белый король · h4 белый слон · a3 чёрная пешка · b3 чёрный король | e8 чёрный конь · c7 чёрный слон · a6 белый конь · h6 белая пешка · d5 белый король · h4 белый слон · a3 чёрная пешка · b3 чёрный король | e8 чёрный конь · c7 чёрный слон · a6 белый конь · h6 белая пешка · d5 белый король · h4 белый слон · a3 чёрная пешка · b3 чёрный король | e8 чёрный конь · c7 чёрный слон · a6 белый конь · h6 белая пешка · d5 белый король · h4 белый слон · a3 чёрная пешка · b3 чёрный король | e8 чёрный конь · c7 чёрный слон · a6 белый конь · h6 белая пешка · d5 белый король · h4 белый слон · a3 чёрная пешка · b3 чёрный король | 7 |
| 6 | e8 чёрный конь · c7 чёрный слон · a6 белый конь · h6 белая пешка · d5 белый король · h4 белый слон · a3 чёрная пешка · b3 чёрный король | e8 чёрный конь · c7 чёрный слон · a6 белый конь · h6 белая пешка · d5 белый король · h4 белый слон · a3 чёрная пешка · b3 чёрный король | e8 чёрный конь · c7 чёрный слон · a6 белый конь · h6 белая пешка · d5 белый король · h4 белый слон · a3 чёрная пешка · b3 чёрный король | e8 чёрный конь · c7 чёрный слон · a6 белый конь · h6 белая пешка · d5 белый король · h4 белый слон · a3 чёрная пешка · b3 чёрный король | e8 чёрный конь · c7 чёрный слон · a6 белый конь · h6 белая пешка · d5 белый король · h4 белый слон · a3 чёрная пешка · b3 чёрный король | e8 чёрный конь · c7 чёрный слон · a6 белый конь · h6 белая пешка · d5 белый король · h4 белый слон · a3 чёрная пешка · b3 чёрный король | e8 чёрный конь · c7 чёрный слон · a6 белый конь · h6 белая пешка · d5 белый король · h4 белый слон · a3 чёрная пешка · b3 чёрный король | e8 чёрный конь · c7 чёрный слон · a6 белый конь · h6 белая пешка · d5 белый король · h4 белый слон · a3 чёрная пешка · b3 чёрный король | 6 |
| 5 | e8 чёрный конь · c7 чёрный слон · a6 белый конь · h6 белая пешка · d5 белый король · h4 белый слон · a3 чёрная пешка · b3 чёрный король | e8 чёрный конь · c7 чёрный слон · a6 белый конь · h6 белая пешка · d5 белый король · h4 белый слон · a3 чёрная пешка · b3 чёрный король | e8 чёрный конь · c7 чёрный слон · a6 белый конь · h6 белая пешка · d5 белый король · h4 белый слон · a3 чёрная пешка · b3 чёрный король | e8 чёрный конь · c7 чёрный слон · a6 белый конь · h6 белая пешка · d5 белый король · h4 белый слон · a3 чёрная пешка · b3 чёрный король | e8 чёрный конь · c7 чёрный слон · a6 белый конь · h6 белая пешка · d5 белый король · h4 белый слон · a3 чёрная пешка · b3 чёрный король | e8 чёрный конь · c7 чёрный слон · a6 белый конь · h6 белая пешка · d5 белый король · h4 белый слон · a3 чёрная пешка · b3 чёрный король | e8 чёрный конь · c7 чёрный слон · a6 белый конь · h6 белая пешка · d5 белый король · h4 белый слон · a3 чёрная пешка · b3 чёрный король | e8 чёрный конь · c7 чёрный слон · a6 белый конь · h6 белая пешка · d5 белый король · h4 белый слон · a3 чёрная пешка · b3 чёрный король | 5 |
| 4 | e8 чёрный конь · c7 чёрный слон · a6 белый конь · h6 белая пешка · d5 белый король · h4 белый слон · a3 чёрная пешка · b3 чёрный король | e8 чёрный конь · c7 чёрный слон · a6 белый конь · h6 белая пешка · d5 белый король · h4 белый слон · a3 чёрная пешка · b3 чёрный король | e8 чёрный конь · c7 чёрный слон · a6 белый конь · h6 белая пешка · d5 белый король · h4 белый слон · a3 чёрная пешка · b3 чёрный король | e8 чёрный конь · c7 чёрный слон · a6 белый конь · h6 белая пешка · d5 белый король · h4 белый слон · a3 чёрная пешка · b3 чёрный король | e8 чёрный конь · c7 чёрный слон · a6 белый конь · h6 белая пешка · d5 белый король · h4 белый слон · a3 чёрная пешка · b3 чёрный король | e8 чёрный конь · c7 чёрный слон · a6 белый конь · h6 белая пешка · d5 белый король · h4 белый слон · a3 чёрная пешка · b3 чёрный король | e8 чёрный конь · c7 чёрный слон · a6 белый конь · h6 белая пешка · d5 белый король · h4 белый слон · a3 чёрная пешка · b3 чёрный король | e8 чёрный конь · c7 чёрный слон · a6 белый конь · h6 белая пешка · d5 белый король · h4 белый слон · a3 чёрная пешка · b3 чёрный король | 4 |
| 3 | e8 чёрный конь · c7 чёрный слон · a6 белый конь · h6 белая пешка · d5 белый король · h4 белый слон · a3 чёрная пешка · b3 чёрный король | e8 чёрный конь · c7 чёрный слон · a6 белый конь · h6 белая пешка · d5 белый король · h4 белый слон · a3 чёрная пешка · b3 чёрный король | e8 чёрный конь · c7 чёрный слон · a6 белый конь · h6 белая пешка · d5 белый король · h4 белый слон · a3 чёрная пешка · b3 чёрный король | e8 чёрный конь · c7 чёрный слон · a6 белый конь · h6 белая пешка · d5 белый король · h4 белый слон · a3 чёрная пешка · b3 чёрный король | e8 чёрный конь · c7 чёрный слон · a6 белый конь · h6 белая пешка · d5 белый король · h4 белый слон · a3 чёрная пешка · b3 чёрный король | e8 чёрный конь · c7 чёрный слон · a6 белый конь · h6 белая пешка · d5 белый король · h4 белый слон · a3 чёрная пешка · b3 чёрный король | e8 чёрный конь · c7 чёрный слон · a6 белый конь · h6 белая пешка · d5 белый король · h4 белый слон · a3 чёрная пешка · b3 чёрный король | e8 чёрный конь · c7 чёрный слон · a6 белый конь · h6 белая пешка · d5 белый король · h4 белый слон · a3 чёрная пешка · b3 чёрный король | 3 |
| 2 | e8 чёрный конь · c7 чёрный слон · a6 белый конь · h6 белая пешка · d5 белый король · h4 белый слон · a3 чёрная пешка · b3 чёрный король | e8 чёрный конь · c7 чёрный слон · a6 белый конь · h6 белая пешка · d5 белый король · h4 белый слон · a3 чёрная пешка · b3 чёрный король | e8 чёрный конь · c7 чёрный слон · a6 белый конь · h6 белая пешка · d5 белый король · h4 белый слон · a3 чёрная пешка · b3 чёрный король | e8 чёрный конь · c7 чёрный слон · a6 белый конь · h6 белая пешка · d5 белый король · h4 белый слон · a3 чёрная пешка · b3 чёрный король | e8 чёрный конь · c7 чёрный слон · a6 белый конь · h6 белая пешка · d5 белый король · h4 белый слон · a3 чёрная пешка · b3 чёрный король | e8 чёрный конь · c7 чёрный слон · a6 белый конь · h6 белая пешка · d5 белый король · h4 белый слон · a3 чёрная пешка · b3 чёрный король | e8 чёрный конь · c7 чёрный слон · a6 белый конь · h6 белая пешка · d5 белый король · h4 белый слон · a3 чёрная пешка · b3 чёрный король | e8 чёрный конь · c7 чёрный слон · a6 белый конь · h6 белая пешка · d5 белый король · h4 белый слон · a3 чёрная пешка · b3 чёрный король | 2 |
| 1 | e8 чёрный конь · c7 чёрный слон · a6 белый конь · h6 белая пешка · d5 белый король · h4 белый слон · a3 чёрная пешка · b3 чёрный король | e8 чёрный конь · c7 чёрный слон · a6 белый конь · h6 белая пешка · d5 белый король · h4 белый слон · a3 чёрная пешка · b3 чёрный король | e8 чёрный конь · c7 чёрный слон · a6 белый конь · h6 белая пешка · d5 белый король · h4 белый слон · a3 чёрная пешка · b3 чёрный король | e8 чёрный конь · c7 чёрный слон · a6 белый конь · h6 белая пешка · d5 белый король · h4 белый слон · a3 чёрная пешка · b3 чёрный король | e8 чёрный конь · c7 чёрный слон · a6 белый конь · h6 белая пешка · d5 белый король · h4 белый слон · a3 чёрная пешка · b3 чёрный король | e8 чёрный конь · c7 чёрный слон · a6 белый конь · h6 белая пешка · d5 белый король · h4 белый слон · a3 чёрная пешка · b3 чёрный король | e8 чёрный конь · c7 чёрный слон · a6 белый конь · h6 белая пешка · d5 белый король · h4 белый слон · a3 чёрная пешка · b3 чёрный король | e8 чёрный конь · c7 чёрный слон · a6 белый конь · h6 белая пешка · d5 белый король · h4 белый слон · a3 чёрная пешка · b3 чёрный король | 1 |
|   | a | b | c | d | e | f | g | h |   |

Решение.

Преждевременно 1. h7? Сe5!! 2. Кр: e5 a2 3. h8Ф a1Ф+ с потерей ферзя. Иронический замысел композитора заключается в том, что в главном варианте этот же приём применяют белые.

1. Кb4!! Кр: b4

2. h7 Сe5!!

3. Кр: e5 a2

4. Сe1+ Крb3

5. Сc3!! «Слон хохочет!» — прокомментировал этот ход Эмануил Ласкер. Кр: c3

6. h8Ф a1Ф

7. Крe6+ с выигрышем.